# 아실 할라이드

아실 할라이드(Acyl halide)는 산소산이 기원이 되는 화합물이다. 하이드록시기를 할로겐화물기로 대체함으로써 얻는다.
산이 카복실산인 경우 화합물은 할로젠 원자와 단일 결합된 카보닐기로 구성되는 -COX 작용기를 포함한다. 이러한 아실 할라이드의 일반적인 공식은 RCOX로 쓰며 여기서 R은 예를 들어 알킬기, CO는 카보닐기이며 X는 염화 이온 등의 할라이드를 대표한다. 염화 아실이 가장 흔히 마주치는 아실 할라이드이지만 아세틸 요오드화물이 최대 규모로 생산되는 것이다. 아세트산 생산에 연간 수십억 킬로그램이 생산된다.